# Stele Adıyaman 2

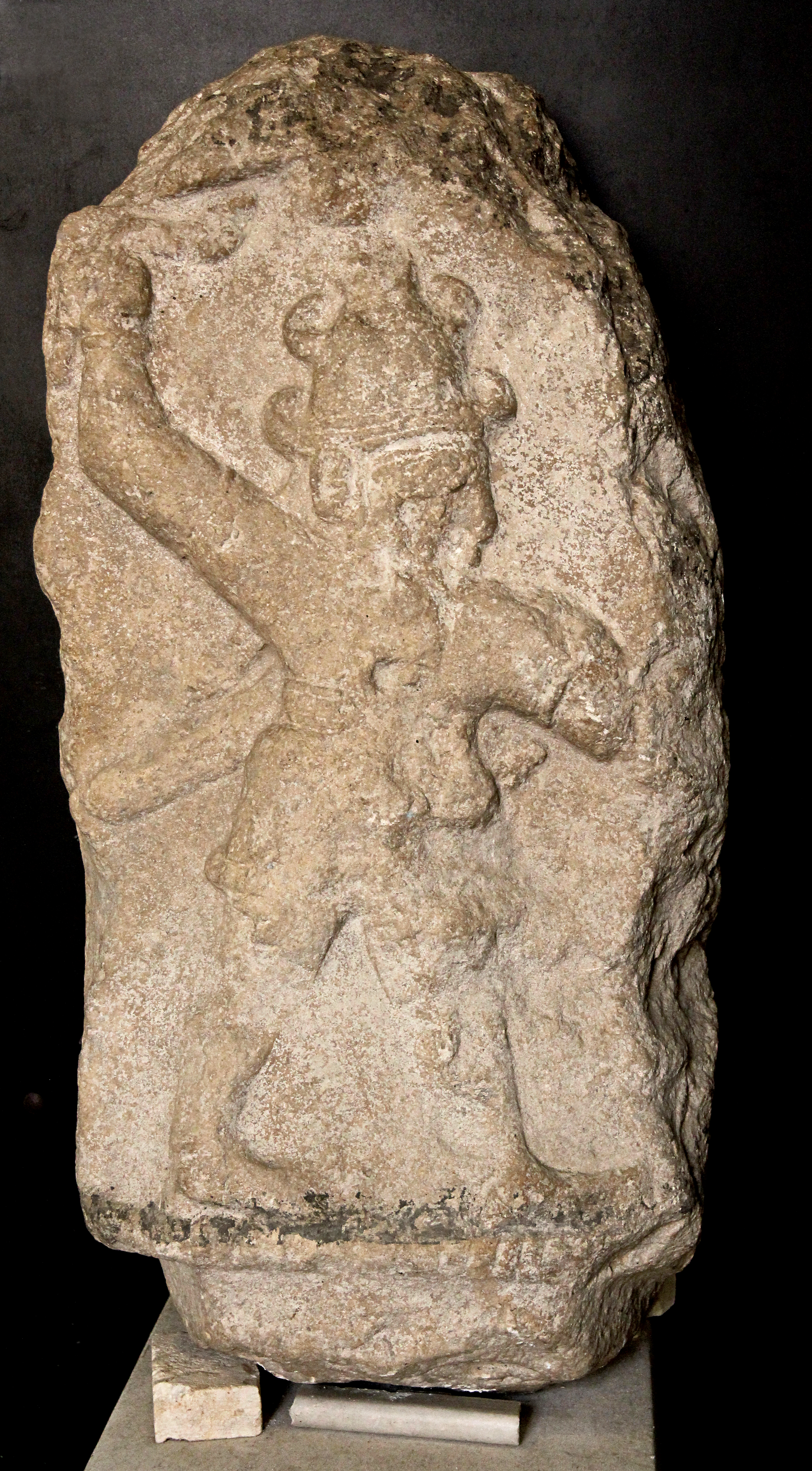
Stele Adıyaman 2

Die Stele Adıyaman 2 ist ein späthethitisches Monument aus der Umgebung von Adıyaman in der südöstlichen Türkei. Sie ist im Archäologischen Museum Adıyaman ausgestellt und hat die Inventarnummer 492. Sie wurde von dem deutschen Althistoriker Friedrich Karl Dörner und dem britischen Hethitologen John David Hawkins im Sommer 1969 in der Bücherei von Adıyaman entdeckt. Genauere Informationen über Herkunft und Fundort sind nicht verfügbar.

## Beschreibung

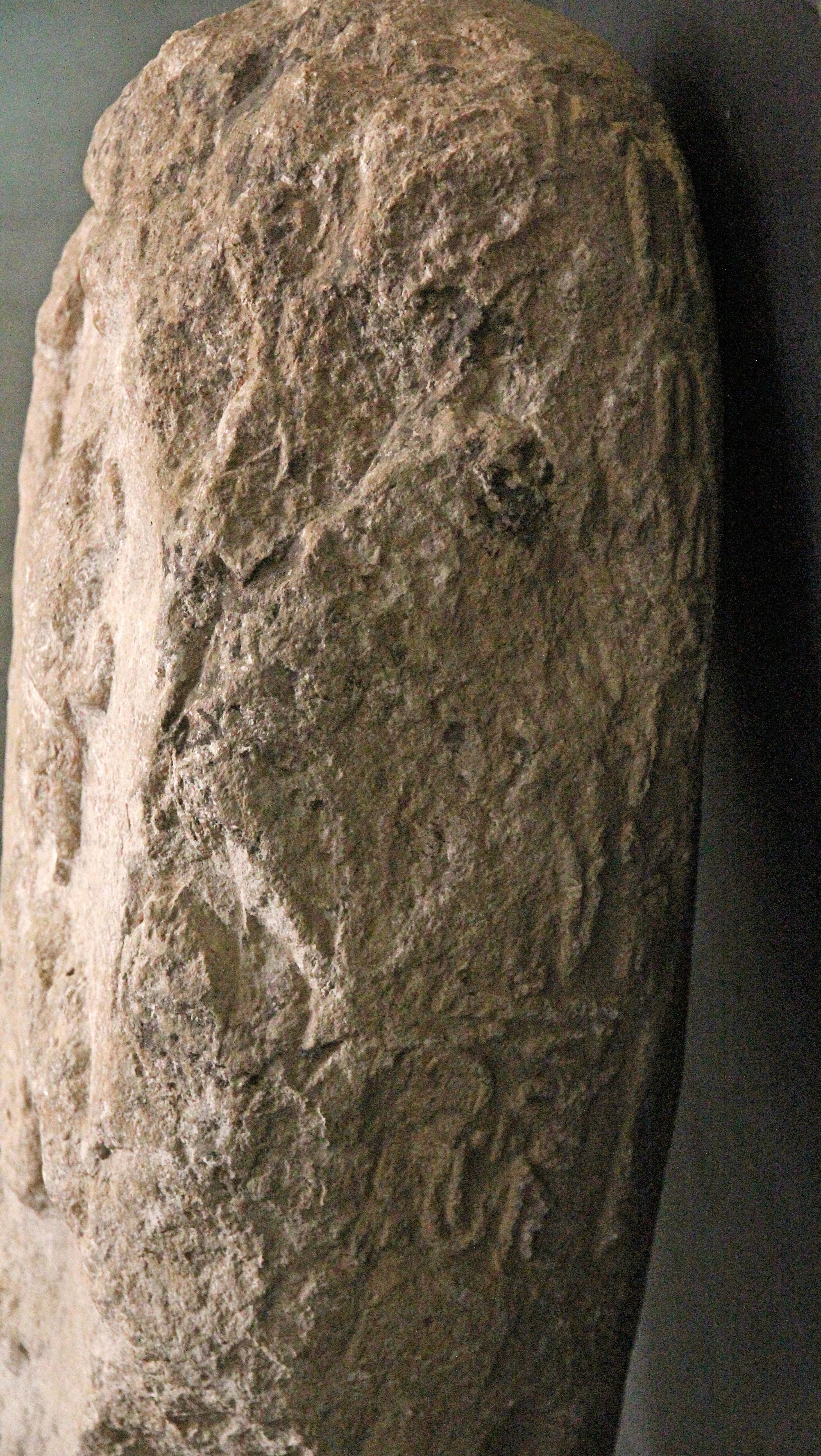
Schriftfeld auf der rechten Seite

Die Stele ist aus Kalkstein angefertigt und hat eine Höhe von 0,72 und eine Breite von 0,50 Metern. Der Boden ist für die Einfügung in einen Sockel zapfenförmig zugehauen. Die Bildfläche ist unten durch eine verzierte Leiste abgeschlossen. Darauf steht die Figur eines Gottes, Hawkins vermutet des Wettergottes. Er ist nach rechts gewandt, die Beine sind in Schrittstellung. Der rechte Arm ist nach hinten erhoben und hält einen gebogenen Gegenstand, vom vorgestreckten linken Arm fehlt der Unterarm. Die Gestalt ist mit einer kurzen, gegürteten Tunika bekleidet und trägt die üblichen Schuhe mit nach oben gebogenen Spitzen. Auf dem Kopf sitzt ein Helm mit vier Hörnern. An der Hüfte ist hinter dem Körper ein Schwert befestigt. Die Figur hat einen unten abgerundeten Bart, ein geflochtener Zopf fällt auf den Rücken und ist unter dem rechten Arm zu sehen. Über dem Kopf des Gottes sind Reste einer geflügelten Sonnenscheibe zu erkennen.
Auf der rechten Schmalseite der Stele ist eine kurze, vierzeilige Inschrift in luwischen Hieroglyphen reliefiert. Das Schriftfeld misst 43 × 18 Zentimeter. Der Text beginnt rechts oben und ist boustrophedon zu lesen. Er besteht nur aus einer Widmung an den Gott und einer Signatur. Diese gibt einen Lakawanis als Ersteller der Stele an.
Nach der Auffindung der Stele durch Dörner und Hawkins wurde sie zunächst 1970 von letzterem publiziert, 1975 veröffentlichte der italienische Klassische Philologe Piero Meriggi eine Besprechung. In seinen Untersuchungen zur späthethitischen Kunst wurde die Stele von dem deutschen Archäologen Winfried Orthmann behandelt. Dieser datiert sie nach stilistischen Gesichtspunkten in die Periode Späthethitisch II, somit um das 9. Jahrhundert v. Chr.